# Caïd
Pour les articles homonymes, voir Caïd (homonymie).

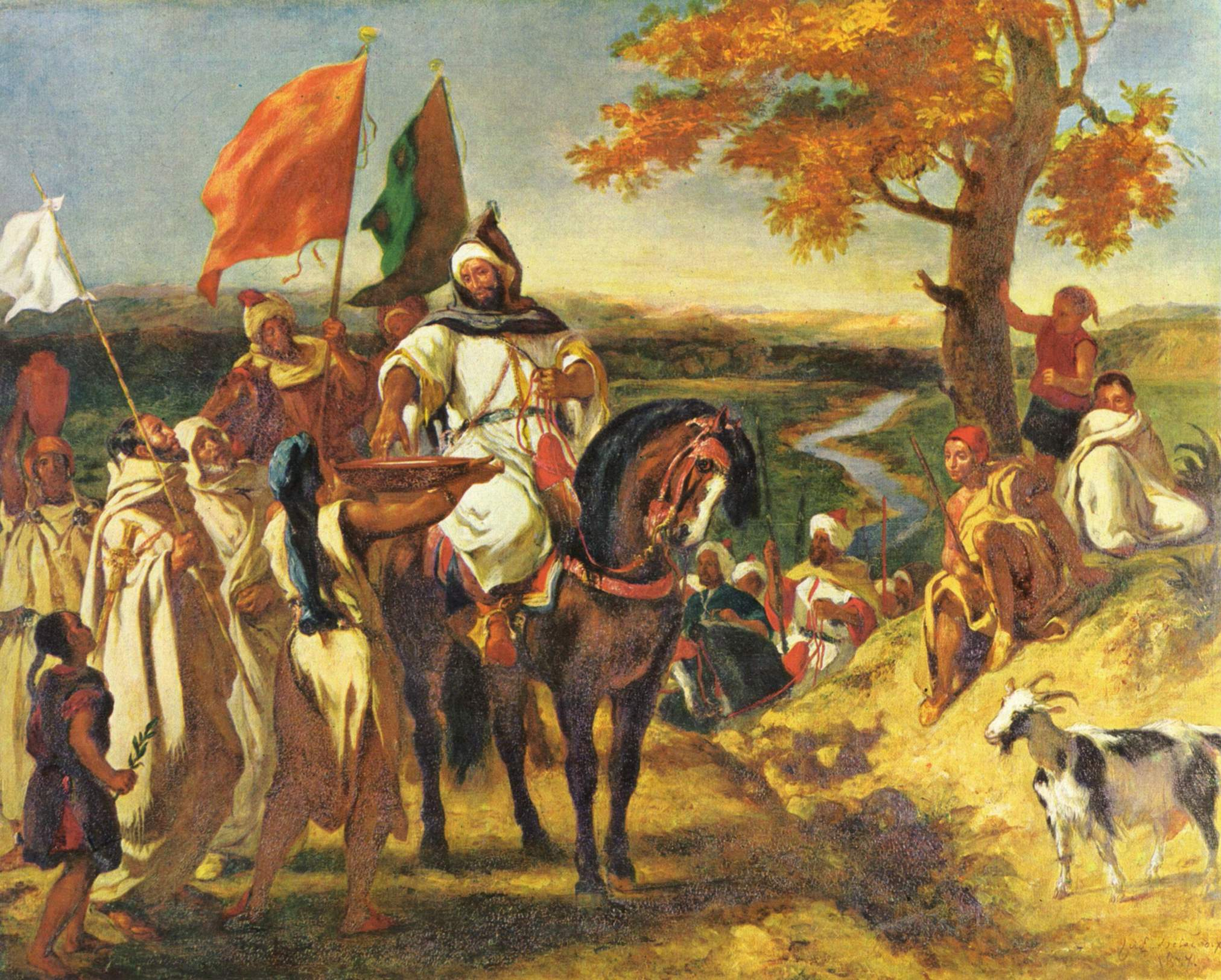
Le Kaïd, chef marocain, 1837,
Eugène Delacroix,
musée des Beaux-Arts de Nantes.

Un caïd (arabe : قائد qāʾid  « commandant ») est, en Afrique du Nord, un notable qui cumulait depuis l'administration ottomane, pour le cas de l'Algerie et la Tunisie des fonctions administratives, judiciaires, financières et parfois de chef de tribu. Généralement hommes issus de familles riches, ils achetaient cette fonction et il était donc courant d'être le caïd de plusieurs districts en même temps.
Pour le cas du Maroc, le caïd était le représentant territorial du sultan et constituait un pilier fondamental du Makhzen. Pendant des siècles, il exerçait une autorité prépondérante, particulièrement en milieu rural, qui couvrait la majeure partie du territoire marocain. Ses fonctions incluaient la collecte de l'impôt, l'assurance de la sécurité, et la mobilisation des hommes et des chevaux en temps de guerre. En outre, le caïd devait s'efforcer de rassembler les ressources économiques nécessaires pour financer les campagnes militaires internes du sultan (harka) ou le jihad contre les puissances occupant des localités ou des points de la côte marocaine. Le choix du caïd pouvait parfois être imposé par la tribu ou la fédération de tribus au Makhzen central, ce qui était particulièrement vrai dans les régions de tradition Siba et les zones éloignées des grandes villes telles que Fès et Marrakech.
Le mot s'est généralisé en langue française et désigne aujourd'hui, en langage familier, une personne qui impose son autorité. De manière péjorative, il désigne aujourd'hui un chef d'une bande de délinquants ou de criminels.

## Tunisie
Le caïdat tunisien est une charge régionale de l'administration de l'État beylical, dotée du grade militaire de général de brigade. Le caïd jouit de toutes les prérogatives d'un gouverneur de province : il est chargé de l'administration générale, du maintien de la justice et de la charge lucrative de fermier des impôts. Il est l'agent d'exécution du bey de Tunis et préside à la destinée de la région, de ses tribus et des bourgs environnants. Les caïd-gouverneurs tunisiens sont membres du makhzen beylical.
Un caïd est assisté dans sa fonction par les kahias (lieutenant-gouverneurs) à la tête des principales villes (grade de colonel) et plus localement, par les khalifas (grade de capitaine ou plus).
Sous le protectorat français de Tunisie à partir de 1881, le caïd possède le grade d'officier supérieur à titre civil de l'armée tunisienne puis de la garde beylicale (également à titre civil). Ces grades servent à hiérarchiser le corps des hauts fonctionnaires de l’État beylical.

## Au Maroc

### Rôle Historique et Évolution
Dans l'histoire précoloniale du Maroc, le caïd était un représentant du pouvoir central dans les régions, chargé de la collecte des impôts et du maintien de l'ordre. Son autorité, souvent renforcée par des liens tribaux et locaux, faisait de lui un personnage influent au sein de la communauté. Sous le Protectorat français, les caïds ont été utilisés comme intermédiaires entre les autorités coloniales et la population locale. Cette période a vu une transformation de leur rôle, où beaucoup ont monnayé leur loyauté pour préserver leurs privilèges.

### Symbolisme et Perception
Le terme caïd évoque encore aujourd'hui une certaine crainte et respect, car il incarne l'autorité locale et le pouvoir central. Cette autorité peut être perçue positivement, comme un garant de l'ordre, ou négativement, en raison des abus de pouvoir. Avec le temps, la perception du caïd a évolué. Alors qu'il était autrefois vu comme un puissant chef local, il est désormais souvent perçu comme un simple fonctionnaire, même si l'aura de son autorité demeure.

### Fonctions et Responsabilités
Aujourd'hui, les caïds sont responsables de nombreuses tâches administratives, y compris la gestion des affaires civiles, la sécurité publique, et la coordination des services gouvernementaux au niveau local. Dans le contexte actuel, les caïds sont souvent confrontés à des défis modernes, tels que la gestion des crises (inondations, effondrements), le développement local, et la mise en œuvre des réformes administratives.

### Éducation et Formation
La formation des caïds a été modernisée avec la création d'institutions spécialisées. Les nouveaux caïds sont souvent des diplômés universitaires, formés aux techniques de gestion moderne et aux sciences administratives. Des figures notables comme Mohamed Oufkir, Ahmed Dlimi, et Driss Basri ont marqué de leur empreinte l'évolution du rôle et de la formation des caïds.

### Impact Sociopolitique
Les caïds jouent un rôle crucial dans le maintien de la stabilité politique du pays. Ils sont les relais du pouvoir central et assurent la mise en œuvre des directives gouvernementales à l'échelle locale. Avec les mouvements de réformes politiques et sociales, les attentes vis-à-vis des caïds ont évolué. Ils sont maintenant également jugés sur leur capacité à répondre aux besoins de développement local et à promouvoir la transparence et l'efficacité administrative.

Ainsi, le rôle des caïds au Maroc, bien que marqué par une riche histoire et des perceptions variées, continue d'évoluer pour répondre aux défis contemporains et aux attentes croissantes de la société marocaine.

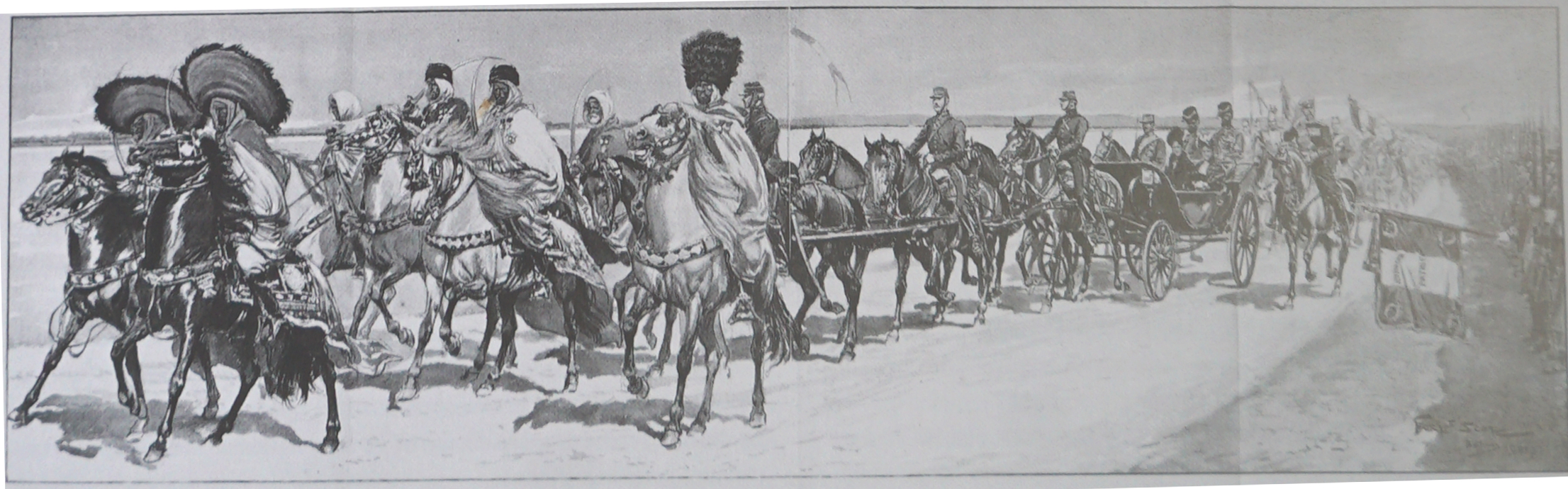
Caïds algériens et tunisiens invités à défiler avec Nicolas II.

## Algérie française
En Algérie, le caïd est un fonctionnaire placé à la tête d'un douar, fraction d'une commune. Le corps des caïds est organisé par un décret du 6 février 1919 ; jusqu'à cette date, les intéressés étaient désignés comme « adjoints indigènes ».
Deux cas peuvent se présenter :
- Si le douar est situé dans une « commune de plein exercice » (identique aux communes de métropole), il a essentiellement une fonction de police : renseignement de l'autorité municipale, aide au recouvrement de l'impôt, contrôle de l'exactitude de l'état civil des habitants musulmans ;
- Si le douar est situé dans une « commune mixte », ses fonctions sont plus importantes (d'autant que les communes mixtes sont parfois très étendues et les liaisons difficiles, par exemple celle de l'Aurès) : il est le délégué dans le douar de l'administrateur de la commune mixte (lui aussi fonctionnaire, mais du corps préfectoral) pour établir la liste des conscrits, lutter contre les incendies de forêts, participer aux séances de la djemaâ (assemblée délibérante du douar), etc.

Les caïds, assistés de khodjas, constituent un corps de fonctionnaires, dont les grades supérieurs sont agha et bachagha.
Agha et bachagha ont les mêmes attributions que le caïd, mais sont tenus depuis 1919 d'avoir au moins 25 ans, de savoir lire et écrire le français et l'arabe et dans l'idéal d'être diplômés d'une médersa.
Le recrutement est partiellement mis au concours, mais le plus souvent revêt un aspect politique, les récipiendaires étant choisis dans les familles aristocratiques ou parmi les anciens militaires.
Dans l'ensemble, le corps a souffert d'une mauvaise réputation (abus de pouvoir et corruption).
II faut signaler que les Turcs n'ont pas importé leurs institutions en Algérie, bien au contraire, ils ont conservé les structures existantes tout en les modifiant selon les besoins de la conjoncture et en introduisant d'autres. Quant à la France, elle a maintenu au début de la colonisation cette fonction, puis elle y a mis fin par les arrêtés du 20 mai 1868 et du 24 novembre 1871. Puis elle réapparut sous l'appellation adjoint municipal indigène dans le décret du 24-12-1870, et fut modifiée par les arrêtés du gouverneur général le 13 avril 1898. Enfin elle prend le titre de caïd dans les décrets du gouvernement général en février et août 1919.
En 1919, les caïds sont répartis en six classes rétribuées comme suit :
- Classe exceptionnelle : 4 000 fr.
- 1re classe : 3 000  fr.
- 2e classe : 2 500  fr.
- 3e classe : 2 000  fr.
- 4e classe : 1 600 fr.
- 5e classe : 1 200 fr.

Les caïds promus aghas et bach-aghas perçoivent un supplément de traitement de 4 000 francs pour le titre d'agha, et de 2 000 pour celui de bachagha.
Quelques personnalités
- le caïd Saïd Ben Ahmed Abbas[7], père de Ferhat Abbas
- le caïd Hadj Ben Sadok, une des victimes de la Toussaint rouge (1er novembre 1954) dans l'Aurès (gorges de Tighanimine)
- le bachaga Boualam
- Mahdi Belhaddad, qui devient ensuite sous-préfet puis préfet

## Autres usages
Le terme de « caïd » peut également désigner :
- un haut fonctionnaire du royaume normand de Sicile d'origine musulmane au XIIe siècle (Pierre le Caïd, Caïd Richard, etc.) ;
- un chef de guerre arabe, qui a le rang de général ;
- le chef de corps d'un régiment.

Le mot est aussi utilisé en français familier pour désigner :
- le chef d'une bande délictuelle ou criminelle ;
- plus largement et au sens figuré, une personne qui impose son autorité, éventuellement par la force.